# Área marina protegida Yaganes
El área marina protegida Yaganes es un espacio marítimo protegido por el Estado argentino ubicada en la porción más austral de su territorio marítimo continental en el extremo sur de América del Sur, específicamente en el sector del océano Atlántico sudoccidental que el Tratado de Paz y Amistad entre Argentina y Chile firmado en 1984 denominó mar de la Zona Austral y que fue objeto de la delimitación que puso fin al Conflicto del Beagle. Tiene un área de 68 834 31 km² y abarca sectores de la zona económica exclusiva, la zona contigua y la plataforma continental de Argentina ubicados en el sector oeste de la cuenca de los Yaganes.

## Generalidades
El área Yaganes fue creada por ley n.º 27490 sancionada el 12 de diciembre de 2018 y promulgada dos días después, por decreto n.º 1137/2018 del presidente Mauricio Macri.

Art. 2° - Créase el área marina protegida “Yaganes”, constituida por las categorías de manejo de Reserva Nacional Marina Estricta, Parque Nacional Marino y Reserva Nacional Marina, sobre el total de la plataforma continental y las aguas suprayacentes al lecho y subsuelo del espacio marítimo argentino cuyos límites se detallan en el Anexo II que forma parte integrante de la presente y el cual cuenta con una superficie total de sesenta y ocho mil ochocientos treinta y cuatro con treinta y un kilómetros cuadrados (68.834,31 km²).

El área protegida está en el marco del Sistema Nacional de Áreas Marinas Protegidas (SNAMP) establecido mediante la ley n.º 27037. La autoridad que vela por su aplicación es la Administración de Parques Nacionales, luego de ser designada por decreto n.º 402/2017 de 8 de junio de 2017.
El área marina protegida Yaganes consta de 3 sectores con diferentes grados de protección:
- reserva nacional marina Yaganes: abarca las aguas suprayacentes al lecho y subsuelo en dos sectores. El sector 1 limita al norte con el mar territorial de 12 mn de la provincia de Tierra del Fuego, al oeste con Chile, al este con el meridiano 64° O, y al sur con la línea del paralelo 55° 30' S entre los 64° 00' O y 64° 45' O, luego por este meridiano hasta 55° 45' S y por este paralelo 55° 45' S. El sector 2 es el polígono que limita con las aguas chilenas al norte y al oeste, con el meridiano 66° 15' S al este y el paralelo 57° S al sur.
- parque nacional marino Yaganes: abarca las aguas suprayacentes al lecho y subsuelo ubicadas al oeste del meridiano 64° O no comprendidas en la reserva nacional marina.
- reserva nacional marina estricta Yaganes: abarca la plataforma continental de las áreas comprendidas en el parque nacional marino y la reserva nacional marina.

Todo el lecho y el subsuelo es reserva estricta, por lo cual solo se permiten actividades científicas. La columna de aguas suprayacentes, en cambio, pose distintas tipificaciones. La porción más alejada de la isla Grande de Tierra del Fuego, con 55 600 km², la que está más al sudeste del continente, corresponde a parque nacional, donde están autorizados, además de trabajos científicos y educativos, la explotación turística. La porción de columna de agua más próxima a la isla Grande, con una superficie de 13 400 km², es reserva, por lo que a las actividades permitidas en el sector anterior se suma la de la pesca sustentable.
Etimología
Etimológicamente el término «Yaganes» rinde honor a la etnia homónima, a la cual pertenecían los primitivos habitantes de las islas de la región y de estas aguas, las cuales surcaban con sus canoas.

## Relevancia biológica
Biológicamente el área se incluye en la ecorregión marina canales y fiordos del sur de Chile, la cual es característica del océano Pacífico sudoriental, proyectándose en la zona gracias a los vientos dominantes en estas latitudes (desde el cuadrante oeste) los que además son secundados en la misma orientación de circulación por el potente desplazamiento de la corriente circumpolar antártica, que transita, por el pasaje de Drake y bordeando el océano Antártico, desde el Pacífico hacia el Atlántico, entre la parte austral del archipiélago de Tierra del Fuego por el norte y la península Antártica por el sur. Es el único sector del mar argentino en el que existen montes submarinos de gran biodiversidad.
Protege aguas frías, profundas y ricas en recursos biológicos, por lo cual son el centro de reproducción y alimentación de numerosas especies oceánicas. Llaman la atención los curiosos corales de aguas frías.
Entre las aves, habitan estas aguas 24 especies, entre ellas están pingüinos patagónico y de penacho amarillo, petreles y albatros.
Entre los mamíferos marinos, son frecuentes los delfines austral, cruzado, oscuro y piloto; cachalotes y ballenas fin, jorobada y minke; elefantes marinos del sur y lobos marinos de uno y dos pelos.
Entre los peces destacan 8 especies de rayas, tiburones sardineros y 5 especies de importancia comercial, entre las que se encuentran las merluzas de cola, negra y polaca.

## Ubicación geográfica
Geográficamente el extremo norte del área protegida se sitúa a 90 millas al sudeste de la ciudad de Ushuaia; su extremo sur se localiza a 430 millas de la Base Esperanza de la Antártida. El límite oriental se extiende hasta la línea que marca el final de la Zona Económica Exclusiva argentina, mientras que al poniente contacta con la frontera marítima argentino-chilena. Yaganes protege el punto en que nace la corriente de las Malvinas, la que luego recorre la costa patagónica argentina y concluye en el sur de Brasil.
La mayor parte de estas aguas (las del sector medio y austral) se encuentran dentro de la proyección marítima de islas chilenas (isla Hornos y otras del grupo Hermite, Diego Ramírez, Deceit, Evout, Barnevelt, Nueva, etc.) y fueron adjudicadas a Chile por un laudo emitido por una corte arbitral en el año 1977, sin embargo pertenecen a la Argentina, en virtud de lo acordado entre ambos países y formalizado en 1984 mediante la firma del Tratado de Paz y Amistad, como parte de la negociación que puso fin a la disputa denominada Conflicto del Beagle. El área septentrional de la superficie bajo protección, en cambio, no estuvo incluida en la disputa, ya que se encuentra al sur de la península Mitre y de la isla de los Estados.
Con la creación por parte de Chile del parque marino Islas Diego Ramírez y Paso Drake con una superficie de 144 390 km² el 27 de febrero de 2018, ambas áreas protegidas colindantes conforman un sector protegido binacional en el extremo sur de América del Sur.